# Sabine Bischoff
Pour les articles homonymes, voir Bischoff.
Sabine Bischoff est une fleurettiste allemande née le 21 mai 1958 à Tauberbischofsheim et morte le 6 mars 2013  à Weikersheim.

## Carrière
La fleurettiste ouest-allemande participe aux épreuves de fleuret individuelles et par équipe des Jeux olympiques d'été de 1984 à Los Angeles. Elle est sacrée championne olympique avec ses coéquipières Zita Funkenhauser, Christiane Weber, Cornelia Hanisch et Ute Kircheis-Wessel en épreuve par équipe et se classe septième de l'épreuve individuelle.
Elle meurt le 6 mars 2013 des suites d'une longue maladie.